# André-Albert Blais
Pour les articles homonymes, voir Blais.
André-Albert Blais (26 août 1842 - 23 janvier 1919) était un homme d'Église québécois qui fut évêque de Rimouski de 1891 à 1919.  Le village d'Albertville est nommé en son honneur.

## Biographie
André-Albert Blais est né à Saint-Vallier le 26 août 1842 du mariage de Hubert Blais et de Marguerite Roy. Il fit son éducation à Sainte-Anne-de-la-Pocatière, au Séminaire de Québec et au Collège de Lévis. Il fut ordonné en 1868. Il était enseignant au Collège de Lévis de 1868 à 1869. Ensuite, de 1869 à 1873, il était professeur d'anglais au Séminaire de Québec et directeur assistant du pensionnat.  De 1873 à 1874, il était directeur du pensionnat. En 1874, il partit étudier à Rome jusqu'en 1877.  En 1877, il revint au Québec pour enseigner le droit canonique au Séminaire de Québec jusqu'en 1881. De 1882 à 1889, il a été le curé de la paroisse de Bon Pasteur.  En 1889, il a été nommé évêque titulaire de Germanicopolis (de) par Léon XIII et consacré à l'épiscopat. Il est décédé le 23 janvier 1919 à l'âge de 76 ans.